# Бесідка
Бе́сідка — село в Україні, в Ставищенській селищній громаді Білоцерківського району Київської області. Розташоване на обох берегах річки Красилівка (притока Гнилого Тікичу) за 13 км на південний схід від селища Ставище. Населення становить 1 216 осіб.

## Історія
Село було засновано в 1560 році. Біля лісу проходила дорога з Білої Церкви на Умань. У давнині там стояв козацький курінь, у якому козаки проводили бесіди. В бесідах козаки складали плани нападу на ляхів і татар. Від цього і пішла назва Бесідка. У пам'яті бесідчан збереглися мікротопоніми, які дають можливість заглянути в минуле. Огруд — там знаходився панський маєток і ріс величезний фруктовий сад. Верх'яр — дуже давно тут проходила дорога, яку називали Тасьма, їм чумаки їздили в Крим по сіль. Сокорінкою бесідчани називають місце, де росли два великих столітніх тополі. У них був колодязь і стояв хрест. У посушливі роки сюди приходили люди просити у Бога дощу.
Жителі Бесідки брали активну участь в антикріпосницькому селянському русі, т. зв. Київській козаччині. У квітні 1855 року відбулася збройна сутичка селян з військами, після чого селян покарали різками, а їх ватажка Ф. Шеремія заслали до Сибіру на каторгу.
В 1902—1905 рр. у селі відбулося кілька страйків селян. В село були введені війська, виступи селян придушили.
В січні 1919 року біля села за участю українських повстанських отаманів Зеленого і Кармелюка відбулась битва з загонами більшовицьких загарбників
За мужність і відвагу, виявлені в боях з нацистськими загарбниками в роки німецько-радянської війни, 173 жителі нагороджені орденами й медалями СРСР.
У повоєнні радянські часи в селі було розміщено колгосп ім. Щорса, що мав 3583 га землі, у тому числі 3478 га орної. Вирощували зернові й технічні культури. Розвинуте було тваринництво, птахівництво, садівництво, рибне господарство (площа ставків — 56 га).
За успіхи в розвитку сільського господарства 12 передовиків нагороджені орденами й медалями, у тому числі голова колгоспу І. С. Корнієнко — орденом Леніна, комбайнер А. Д. Махаринський— орденом Жовтневої Революції.

## Відомі люди
- Палієнко Микола Васильович (30 вересня 1896 — 21 липня 1944) — сотник Армії УНР, майор польської армії та дивізії «Галичина».[5]
- Родіонов Петро Володимирович (8 вересня 1896 — 1993) — український фармаколог, заслужений діяч науки УРСР, доктор медичних наук, лауреат Державної премії УРСР в галузі науки і техніки.[6]
- Тучапський Павло Лукич (15 січня 1869 — 4 липня 1922) — політичний діяч.

## Галерея

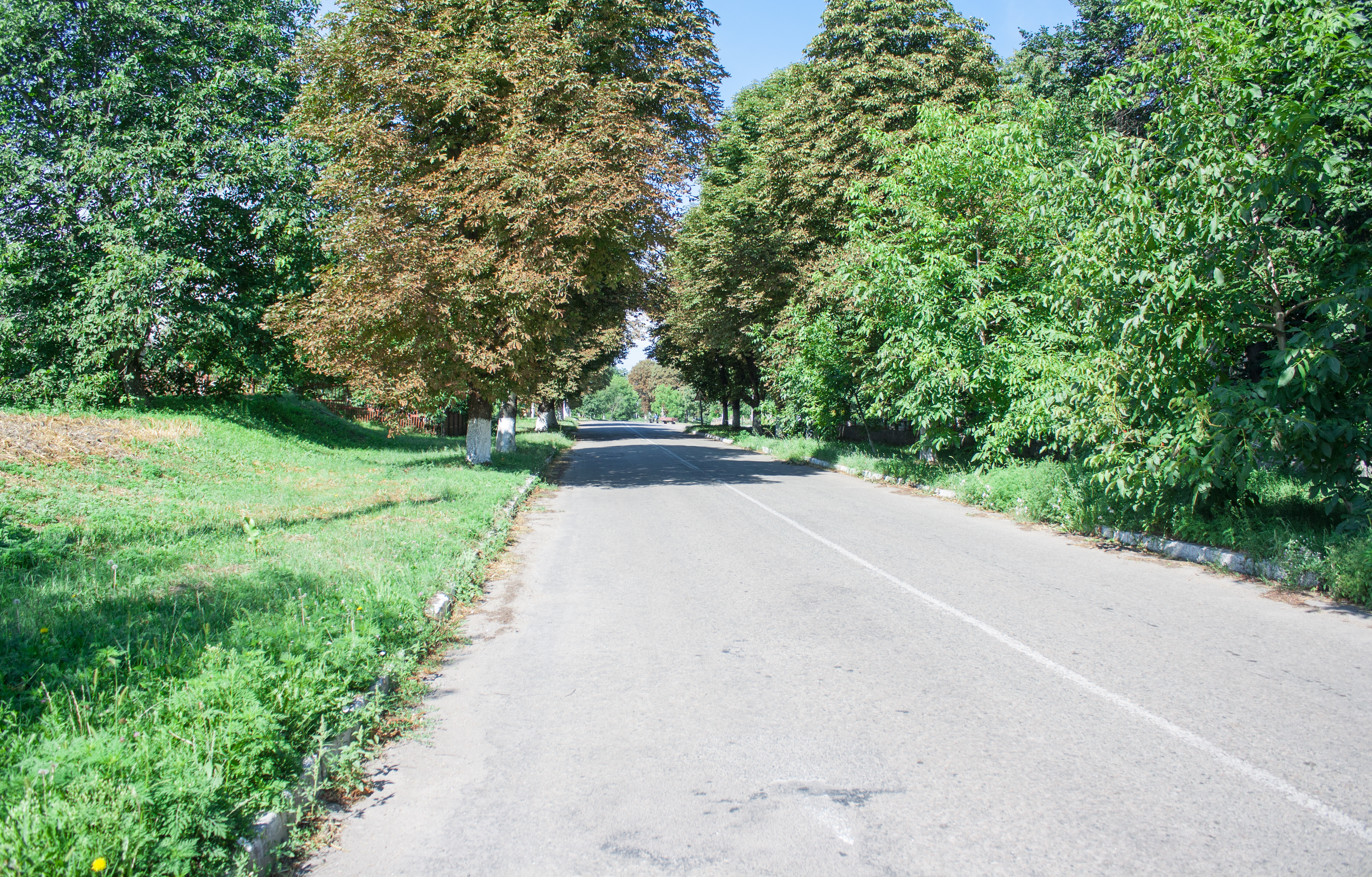
Вулиця Шевченка
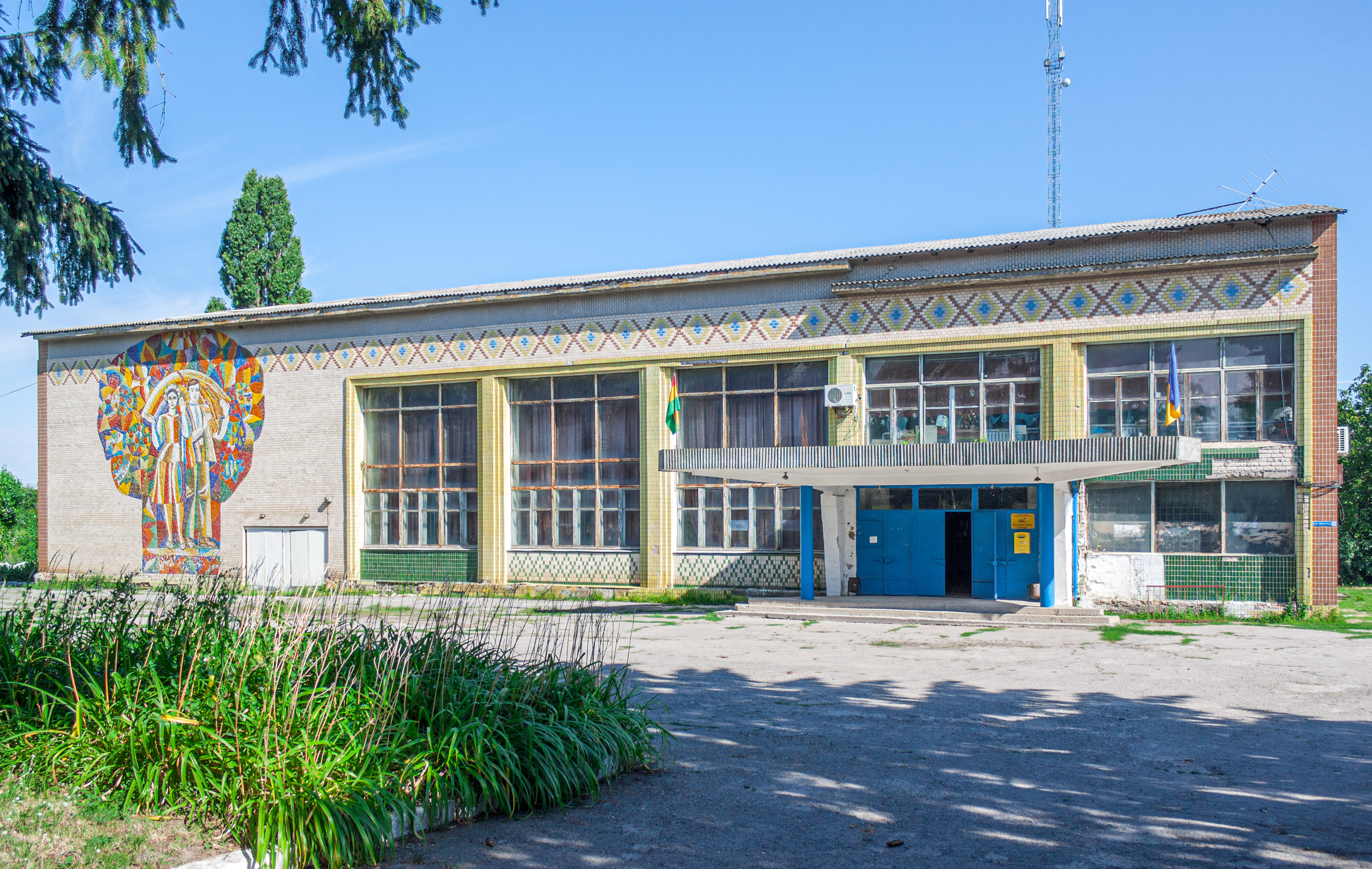
Сільська рада і будинок культури
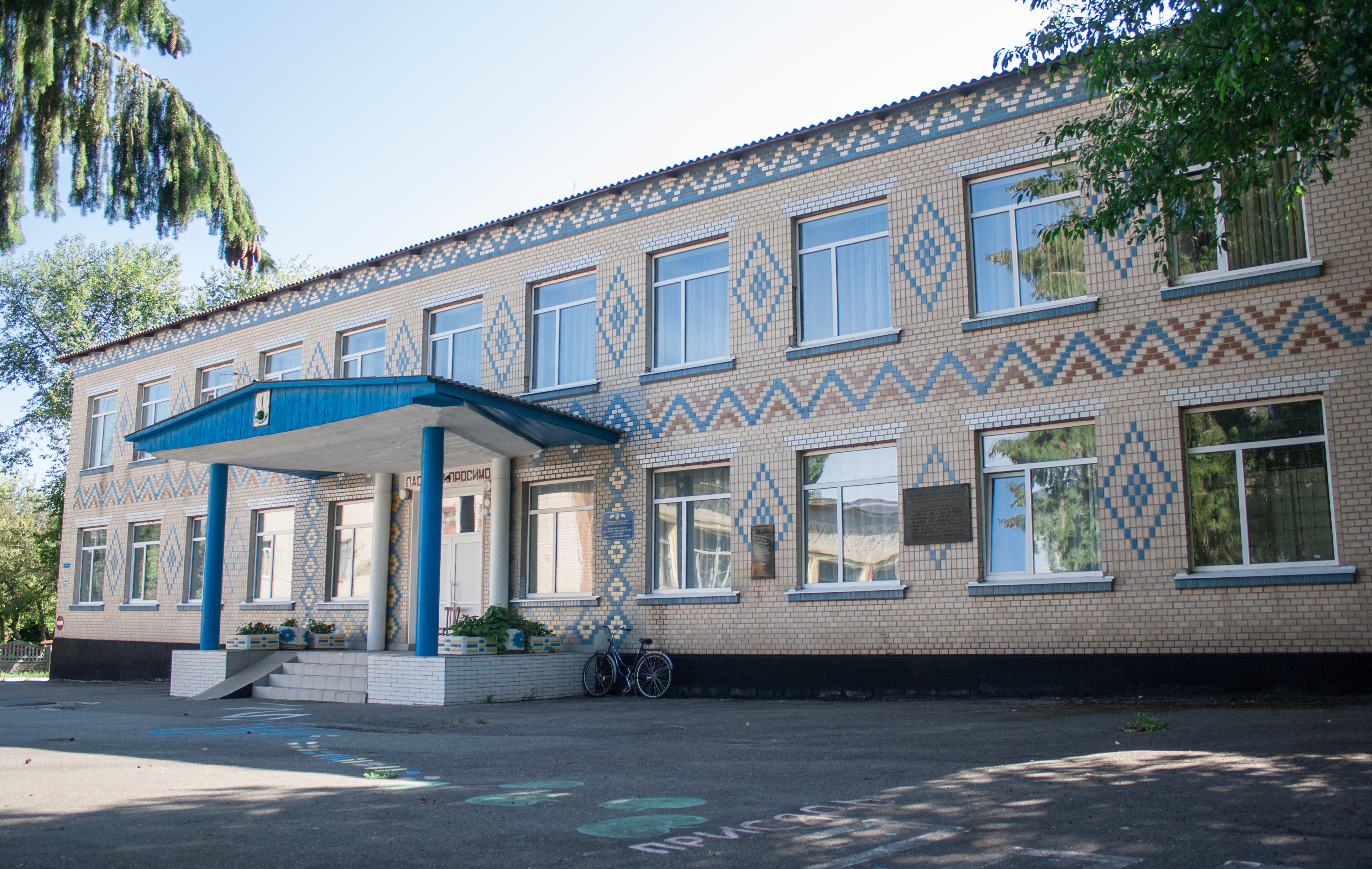
Школа
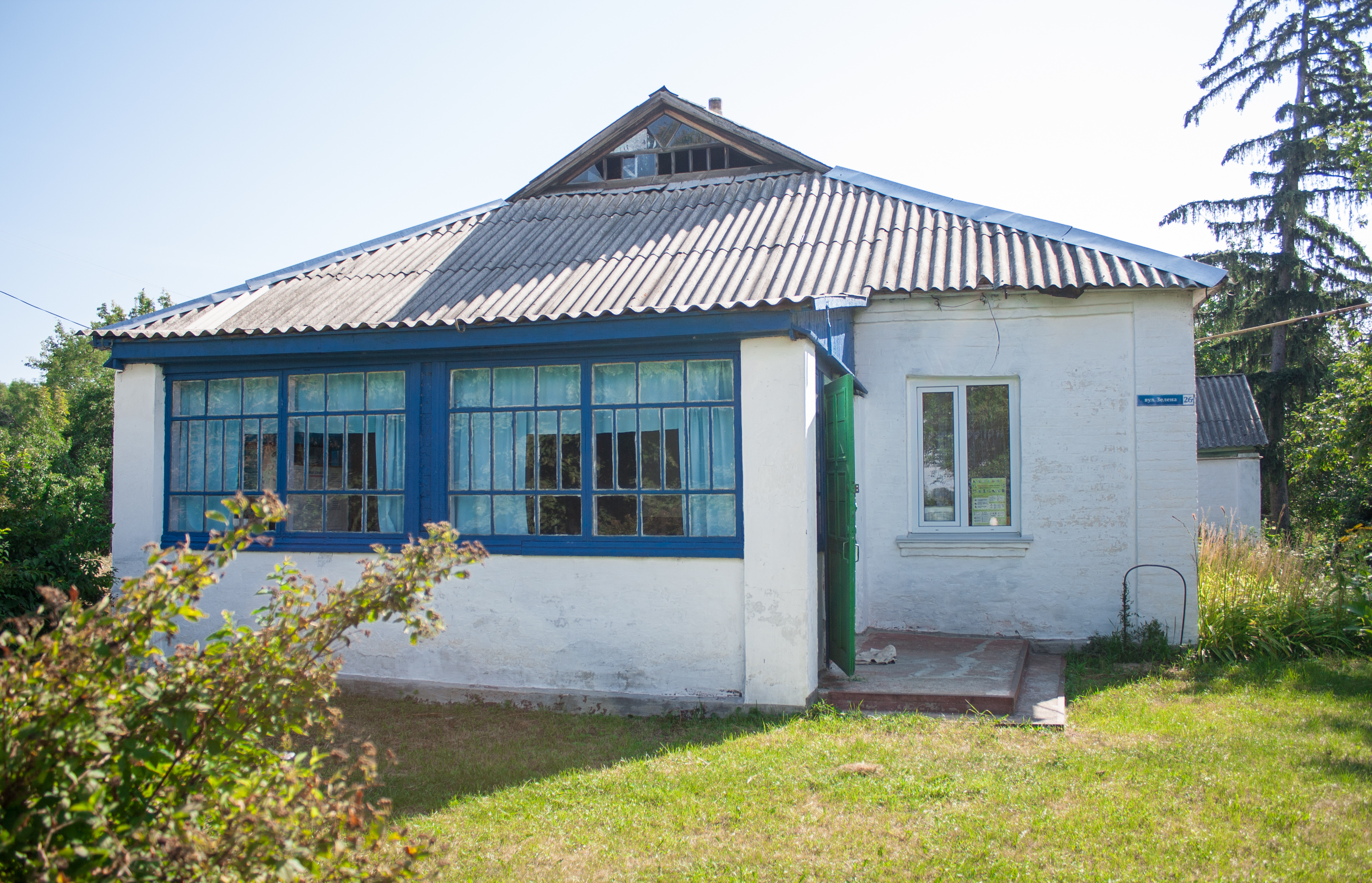
ФАП
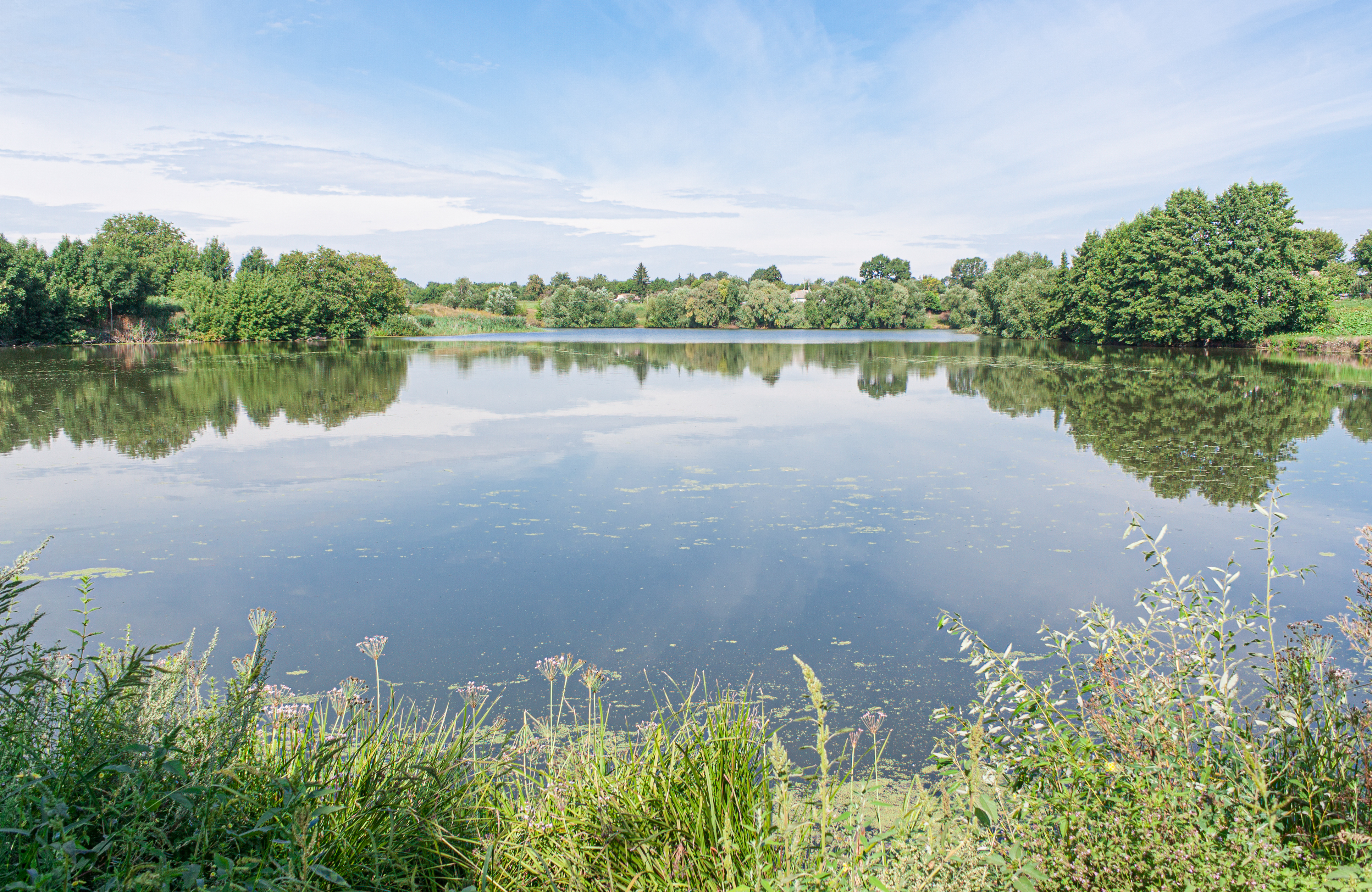
Ставок
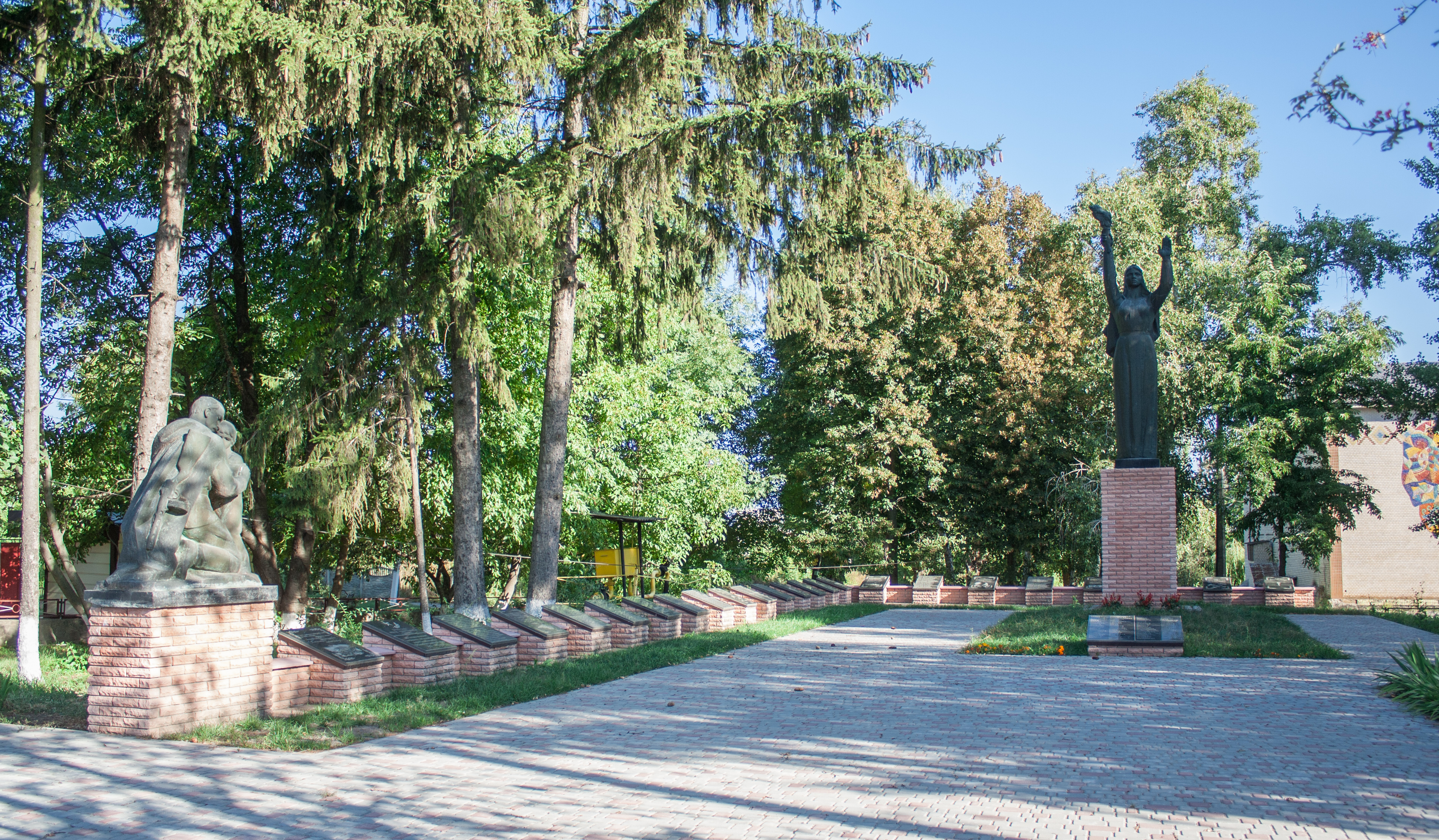
Меморіальний комплекс
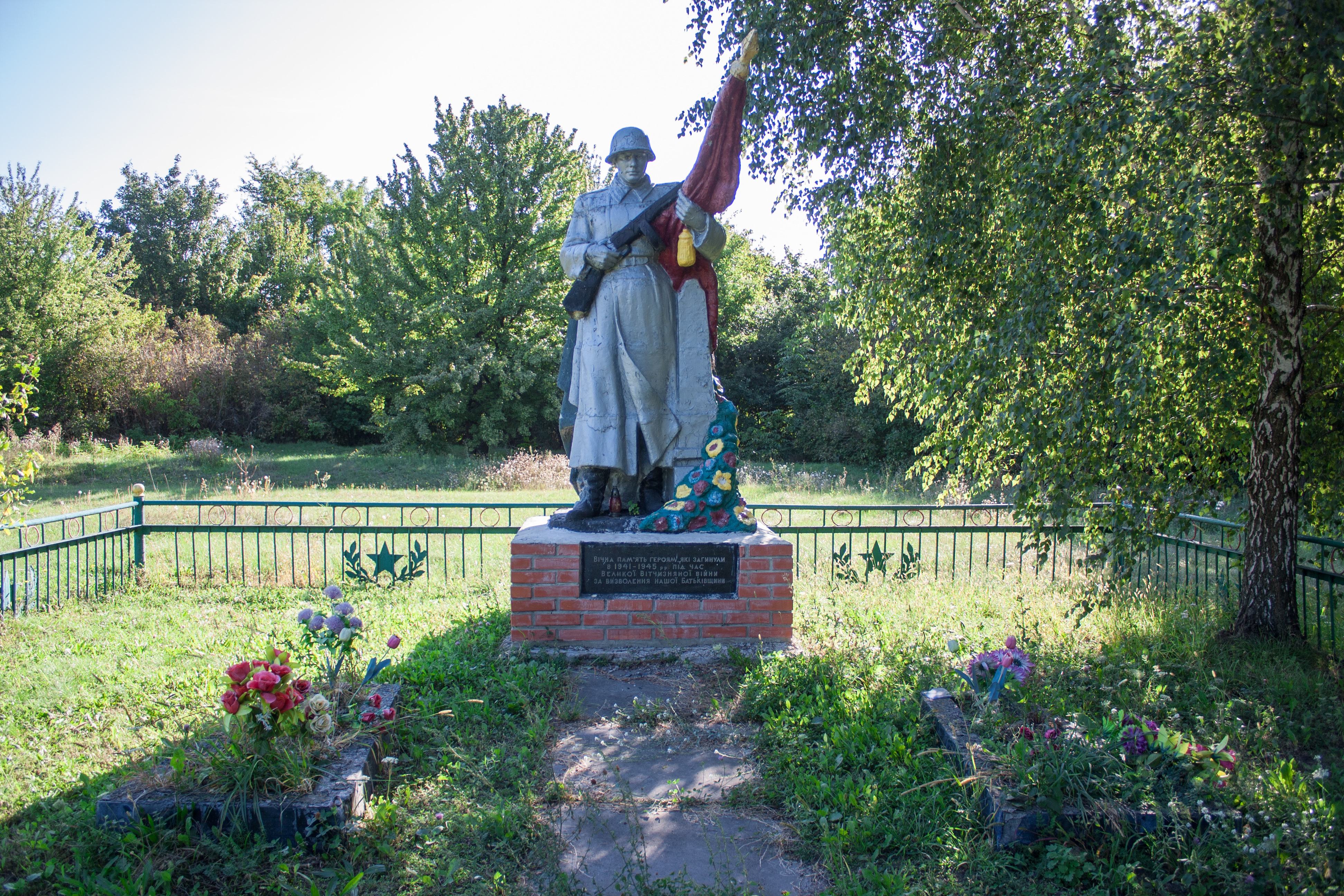
Братська радянських могила воїнів
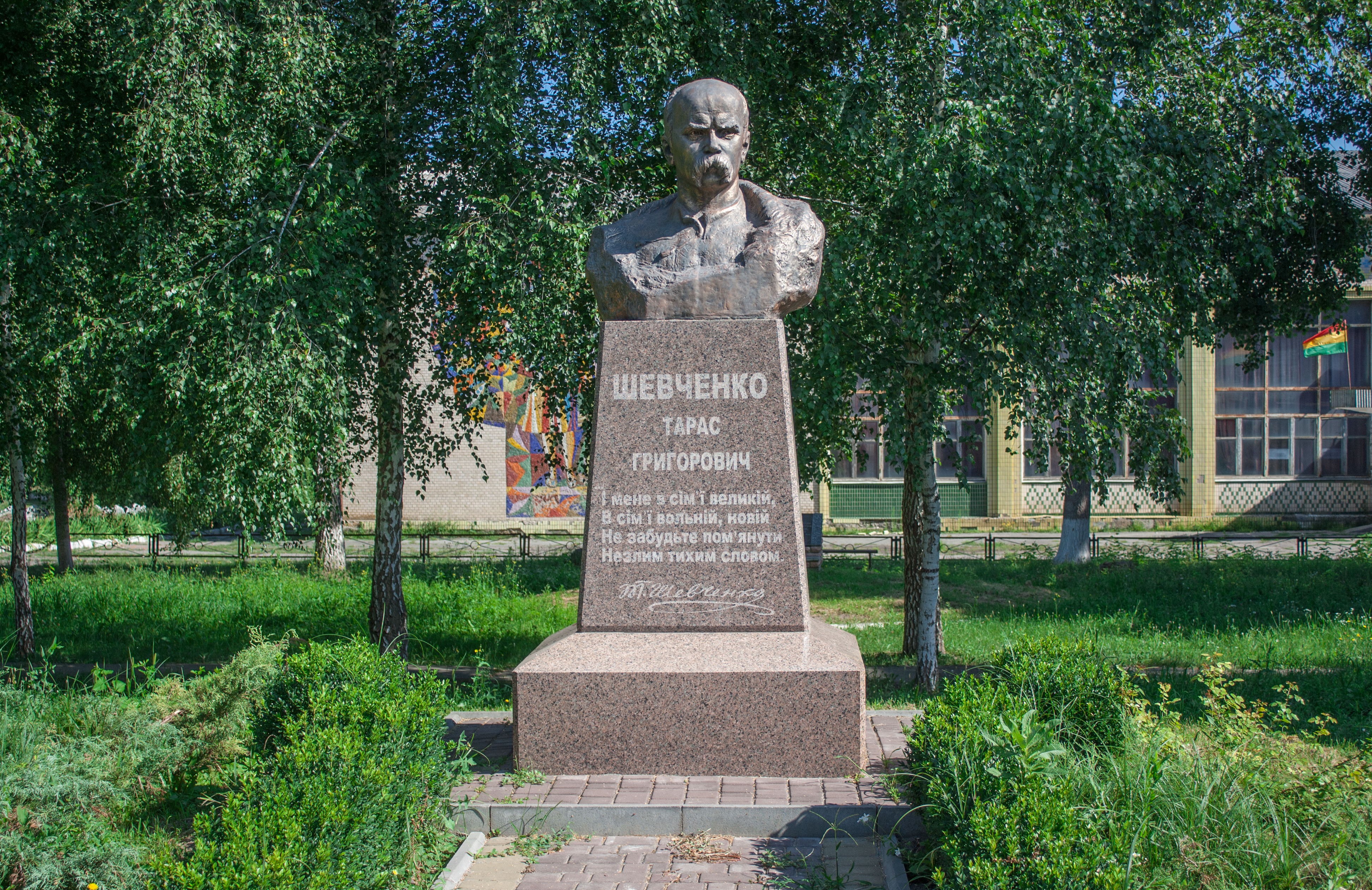
Пам'ятник Т.Г. Шевченку